# Krisztián Lisztes
Dans le nom hongrois Lisztes Krisztián, le nom de famille précède le prénom, mais cet article utilise l’ordre habituel en français Krisztián Lisztes, où le prénom précède le nom.
Ne doit pas être confondu avec son fils, Krisztián Lisztes, dont les noms sont homophonographes.
Krisztián Lisztes (ˈkristiaːnˈlistɛʃ) (Budapest, 2 juillet 1976) est un footballeur international hongrois. Milieu de terrain, Lisztes a joué pour le Ferencváros TC de Budapest, pour le VfB Stuttgart (1996-2001), puis au Werder Brême durant la saison 2001-02.

## Biographie
Il a gagné la Coupe d'Allemagne de football avec Stuttgart en 1997 et avec Brême en 2004, ainsi que le titre de ligue 2004 avec la même équipe. En 2004 il a été blessé et n'a jamais regagné sa pleine forme pour le Werder. En 2005, après un essai dans le Championnat d'Angleterre de football au Wigan Athletic, il est revenu en Allemagne au Borussia Mönchengladbach, qu'il a quitté en juin 2006. En juin 2007 il a signé un contrat avec le l'équipe croate du Hajduk Split.
Lisztes a été sélectionné 49 fois pour l'équipe nationale de Hongrie, où il a marqué 9 buts. Il est marié et a une fille.

## Palmarès
Ferencváros TC
- Champion de Hongrie en 1995 et 1996.
- Vainqueur de la Coupe de Hongrie en 1994 et 1995.

 VfB Stuttgart
- Vainqueur de la Coupe d'Allemagne en 1997.

 Werder Brême
- Champion d'Allemagne en 2004.
- Vainqueur de la Coupe d'Allemagne en 2004.